# Wskaźnik fauli drużyny
Ten artykuł opisuje zagadnienie koszykarskie zgodne z normami FIBA.
Zasady w ligach NBA, NCAA lub innych mogą różnić się od tutaj przedstawionych.

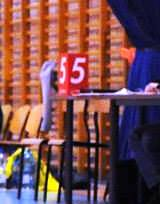
Profesjonalny marker fauli drużyny.

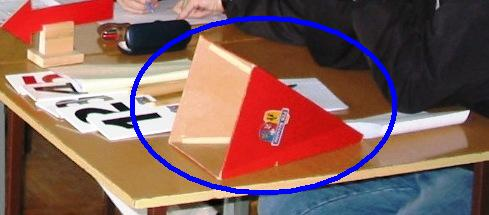
Wskaźnik fauli drużyny na zawodach niskiego szczebla.

Wskaźniki fauli drużyny (lub marker fauli drużyny) – element wyposażenia boiska do koszykówki, element wyposażenia stolika sędziowskiego. Sekretarz powinien posiadać dwa markery. Wskaźnik stawiany jest na odpowiednim końcu stolika sędziowskiego, gdy drużyna podlega karze za faule drużyny (popełnia 4 faule w kwarcie meczu), tak aby był widoczny dla wszystkich uczestników meczu (w tym widzów). Ustawienie wskaźnika na skraju stolika sędziowskiego bliższego ławce danej drużyny sygnalizuje, iż każdy kolejny faul osobisty popełniony przez tę drużynę na zawodniku niebędącym w akcji rzutowej, będzie karany dwoma rzutami wolnymi, poza sytuacją faulu drużyny posiadającej żywą piłkę lub mającej do niej prawo. Obsługą markera fauli drużyny zajmuje się sekretarz.
Wskaźnik fauli drużyny ustawia sekretarz natychmiast po tym, gdy piłka stanie się żywa, po czwartym faulu drużyny w danej kwarcie meczu (lub sumie czwartej kwarty i dogrywek).
Wskaźnik fauli drużyny powinien mieć kolor czerwony, wysokość co najmniej 35cm i szerokość co najmniej 20cm. Elektryczne lub elektroniczne urządzenia mogą zostać użyte jako markery fauli drużyny, pod warunkiem, że spełniają powyższą specyfikację.